# Prevent Senior
Prevent Senior é uma empresa brasileira de assistência médica especializada no atendimento ao público idoso, fundada em 1997 pelos irmãos Eduardo e Fernando Parrillo em São Paulo. A empresa foi acusada, mas processou os autores, de cometer supostos atos ilícitos durante a Pandemia de COVID-19 no Brasil, dentre eles o uso de medicamentos sem eficácia comprovada contra a infecção por coronavírus e supostas falhas na notificação de casos da doença. O caso ganhou destaque em 2021 na CPI da Covid, do Senado Federal brasileiro, mas ainda está sendo apurado pelo Ministério Público, embora a Polícia Civil de São Paulo tenha inocentado os profissionais da operadora de saúde.

## Atuação em assistência médica
A empresa de saúde suplementar é focada no tratamento do público da terceira idade, lançada inicialmente como um serviço de ambulância e evoluindo para o atendimento médico como operadora de saúde. O grupo que detém a Prevent Senior controla a maior rede hospitalar da cidade de São Paulo, com mais de 1200 leitos em 11 centros. São dez hospitais da rede Sancta Maggiore, que totalizam 37 unidades do grupo – como núcleos de medicina avançada, diagnóstico por imagem, oncologia, ortopedia e reabilitação. Além do estado de São Paulo, a Prevent Senior tem presença no Rio de Janeiro, Curitiba, Porto Alegre e Brasília. No final de 2019, tinha 456 mil beneficiários, sendo 346 mil com 61 anos ou mais e 258 que já chegaram aos 100 anos de idade. Na época, o faturamento da empresa era estimado em 3,5 bilhões de reais, com lucro de 410 milhões. Em 2021, a Prevent Senior ocupava o 5.º lugar como bandeira de plano de saúde mais utilizado na região metropolitana de São Paulo. Fechou 2021 com 550 mil beneficiários.

### Modelo de gestão
A empresa obteve crescimento ao adotar um regime de gestão focado em prevenção que oferece atendimento nos próprios hospitais e unidades clínicas e possibilita mensalidades mais acessíveis para uma faixa etária para a qual os planos são mais caros. É o que especialistas no setor de saúde suplementar chamam de verticalização.

### Medicina desportiva
Ainda no final de 2020, a Prevent Senior criou um programa de medicina e tecnologia desportiva, o Prevent Senior Sports, mais tarde transformado em plano de saúde, o Prevent Senior/NewOn.
O plano parte da premissa de desenvolver protocolos de atendimento a atletas a partir da experiência em prevenção e assistência a pessoas idosas. E, posteriormente, usar a expertise no trato com os atletas para aplicações em pacientes comuns. Os atletas são atendidos a partir de patrocínios em que a empresa oferece atendimento em troca de ter a marca estampada em eventos e uniformes desportivos.O principal destes patrocínios é uma parceria com o Comitê Olímpico do Brasil. A empresa também fornece os serviços médicos no Grande Prêmio da Fórmula 1 em São Paulo, os quais, segundo a Revista Veja, foram considerados os melhores do mundo na categoria, e atende outras modalidades, como a etapa brasileira do WSL,  a elite do circuito mundial de surfe.

## Ações na pandemia de COVID-19 no Brasil
Em março de 2020, no começo da pandemia de COVID-19 no Brasil, a Prevent Senior passou a ser investigada pelo Ministério Público de São Paulo por possível omissão de notificação de mortes pelo coronavírus no Hospital Sancta Maggiore. Na época, o diretor-executivo da rede Prevent Senior, Pedro Batista Júnior, afirmou que o hospital teve problemas para acessar o sistema de monitoramento epidemiológico de São Paulo, mas que eles já tinham sido resolvidos. O então ministro da Saúde, Luiz Henrique Mandetta, chegou a criticar a estrutura de atendimento do hospital, que concentrava o maior número de mortes por COVID-19 em São Paulo na ocasião, mas foi contestado pelo CEO da empresa. O inquérito foi arquivado em agosto de 2020. Mandetta chegou a ser acusado, na imprensa, de atuar em favor da concorrência da Prevent Senior.
Em 17 de abril de 2020, um estudo inconclusivo da Prevent Senior afirmava que o uso combinado de hidroxicloroquina e azitromicina (medicamentos que posteriormente seriam usados para formar o chamado "kit Covid") reduzia as internações em pacientes com suspeita de COVID-19. O estudo não havia sido publicado em revista científicas e foi duramente criticado por conta de erros na amostragem e diversos problemas metodológicos. Ele foi iniciado em 26 de março, mas só recebeu autorização da Comissão Nacional de Ética em Pesquisa (Conep) em 14 de abril, indicando fraude científica segundo o Conselho Nacional de Saúde (CNS). O estudo acabou suspenso. Ainda sim, os dados foram usados pelo presidente Jair Bolsonaro para celebrar a suposta eficácia do uso de medicamentos sem comprovação científica para o tratamento da COVID-19. A empresa negou vinculação com Bolsonaro e afirma que o estudo não passou de um relatório de observação de casos, o que foi reconhecido num Termo de Ajustamento de Conduta (TAC) firmado com o Ministério Público do Estado de São Paulo.
Em setembro de 2021, a Prevent Senior passou a ser investigada pela CPI da COVID-19 a partir de um dossiê elaborado de forma anônima por médicos e ex-médicos da empresa, apontando que a instituição omitiu mortes nesse estudo com o objetivo de demonstrar sua eficácia e de administrar medicamentos ineficazes contra a COVID-19 sem o consentimento dos pacientes. Em texto publicado pelo jornal Folha de S.Paulo, o professor-coordenador do Núcleo de Estudos Judaicos da UFRJ e assessor acadêmico do Instituto Brasil-Israel Michel Gherman e a microbiologista, presidente do Instituto Questão de Ciência Natalia Pasternak afirmam que a Prevent Senior repetiu práticas nazistas e serviu de alerta para o país.
Em 5 de junho de 2024, o Ministério Público de São Paulo (MP-SP) denunciou Eduardo e Fernando Parrillo, os donos da operadora de planos de saúde Prevent Senior, além de diretores do alto escalão da empresa, por homicídio culposo e por crimes cometidos dentro dos hospitais do grupo, como omissão de notificação obrigatória de doença e perigo à vida pela distribuição do "kit Covid", além do uso de medicamentos sem indicação para o tratamento da Covid-19.

## Comissões de inquérito da empresa

### CPI da Covid-19
A CPI da Pandemia já investiga supostas irregularidades da Prevent Senior, porém como a CPI federal tem até o dia 5 de novembro para existir e as denúncias reveladas por ela foram consideradas "muito graves", parlamentares da capital se moveram e criaram em tempo recorde a comissão municipal.

### Possível CPI da empresa na Alesp
A Assembleia Legislativa de São Paulo também coletou assinaturas suficientes para a criação da comissão. Porém, diferente do ocorrido na Câmara Municipal, para que ela exista, ainda precisa passar por votação nominal em Plenário antes de ser protocolada.

### CEI na Câmara de Vereadores de São Paulo
Em função da atuação da empresa durante a pandemia, a Câmara de Vereadores de São Paulo abriu Comissão Especial de Inquérito para investigar irregularidades nos serviços prestados pela empresa, além das suspeitas do uso de cobaias para serem tratados com o Kit Covid. A comissão tem prazo inicial de 240 dias, prorrogáveis por mais 120.

#### Relatórios
A Agência Nacional de Saúde Suplementar (ANS) abriu uma investigação para pautar uma denúncia do canal GloboNews sobre o uso indiscriminado do Kit Covid e se funcionários foram obrigados a trabalhar, mesmo infectados com a Covid-19.
O Conselho Regional de Medicina de São Paulo (Cremesp) também abriu inquérito administrativo para investigar médicos que, supostamente, contestaram com violações a ética médica. O Ministério Público de São Paulo (MP-SP) abriu inquérito contra os envolvidos nas denúncias e criou uma força-tarefa para investigá-los.

#### Integrantes da CEI na Câmara de Vereadores
Presidente
- Antônio Donato (PT)

Integrantes
- Paulo Frange (PTB/Relator)
- Milton Ferreira (Podemos)
- Xexéu Trípoli (PSDB)
- Celso Giannazi (PSOL/Vice-presidente)

#### Histórico

##### Primeira semana de trabalho
Na primeira reunião da CPI em 7 de outubro, o presidente da comissão Antônio Donato (PT) informara que foi decidido um encontro com o procurador-geral de Justiça Mário Luiz Sarrubbo para pedir informações do Ministério Público e da Polícia Civil de São Paulo. A operadora Prevent Senior informou que colabora com investigações. Donato também disse que ouvirá autoridades municipais. O relator, Paulo Frange (PSB), informou que a CPI também investigará irregularidades no pagamento de impostos da empresa a Prefeitura de São Paulo.

##### Segunda semana de trabalho
Em 14 de outubro, foi ouvido na comissão Luiz Artur Vieira Caldeira (diretor da Comissão de Vigilância Sanitária de São Paulo - Covisa). Ele disse aos vereadores que a secretaria estadual de Saúde do estado, não respondeu a um pedido de intervenção nos hospitais da empresa em 2020. Segundo Luiz, inspeções de rotina atestaram falhas graves durante o início da pandemia nos hospitais da rede, como falta de notificações e de testes, falta de detalhamento de casos em prontuário e riscos de transmissão da Covid-19 dentro das unidades. Também disse que a empresa sofreu um processo administrativo, mas negou ter havido prevaricação.

##### Terceira semana de trabalho
Foram ouvidos na CEI Jorge Venâncio, coordenador da Comissão Nacional de Ética e Pesuisa (Conep) e Bruna Morato (advogada de ex-médicos da operadora) em 21 de outubro. Ele disse na oitiva que houve fraudes nas pesquisas sobre os estudos da eficácia do Kit Covid. Ainda segundo Venâncio, a prestadora de serviços não recorreu da suspensão dos estudos, pois segundo ele, mesmo que a empresa recorresse ou houvesse um engano, o mesmo não havia sido autorizado pelo Conep. Bruna Morato disse na oitiva que a empresa fez pesquisas com nanopartículas e células-tronco e segundo ela, Anthony Wong e Regina Hang foram submetidos a esses testes. Morato disse que a Prevent comprou mais de 21 mil medicamentos que são utilizados para tratar o câncer de próstata. Segundo o Conep, a empresa não tinha autorização para utilizá-los no tratamento da Covid-19.

##### Quarta semana de trabalho
Na quarta semana de trabalho da comissão, foram convidadas a depor na CEI familiares e parentes de vítmas que eram pacientes da Prevent Senior, que morreram de Covid-19 no dia 28 de outubro. Uma das pessoas disse que sua avó, de 91 anos apresentou sintomas da doença após outros parentes dele se infectarem com o vírus. No prontuário, constava que ela havia se infectado com a Covid. Outro parente informou a comissão que o seu pai havia consumido medicamentos do ineficaz Kit Covid, ao se contaminar com a doença em maio de 2020. Ele afirmou também que sei pai saiu do hospital com o kit, teve piora do quadro clínico e morreu no dia 25 de junho do mesmo ano.

#### Entrega do relatório e votação em plenário
No dia 5 de abril de 2022, a comissão entregou o documento e por votação unânime indiciou 18 pessoas, entre elas os donos da empresa.
No relatório, a comissão acusou a empresa por utilizar o ineficaz Kit Covid para tratar seus pacientes. Além disso, um dos donos foi indiciado por crimes contra a humanidade. Os documentos, serão entregues para o Ministério Público de São Paulo, o Tribunal de Justiça de São Paulo e também para a Procuradoria-Geral do Estado.

### Resultados das investigações
A Prevent Senior contestou as acusações e anunciou que processará tanto os ex-médicos da empresa quanto aqueles que os acusaram de práticas ilegais. O CEO da empresa, Fernando Parrillo, acusou os ex-funcionários de tentarem extorquir a operadora. O primeiro processo foi endereçado à advogada que representou os ex-médicos, em fevereiro de 2022. Na ação, a Prevent Senior solicita indenizações por danos morais.
Em 19 de abril de 2022, Polícia Civil de SP concluiu que não houve ilícito penal no tratamento de pacientes de Covid-19 pela operadora de saúde e seus funcionários. Como os fatos apurados transcorreram em 2020, no início da pandemia, entre os pareceres publicados, destaca-se: "Trata-se de um período em que quase diariamente eram publicadas recomendações por parte das autoridades médicas, afetando principalmente os médicos que atuavam no front".
O inquérito foi conduzido pela delegada Lisandrea Colabuono, da 1ª Delegacia de Polícia de Repressão aos Crimes contra a Liberdade Pessoal, vinculada ao DHPP. Segundo a Polícia Civil, a análise de prontuários médicos não comprovou imperícia ou negligência por parte dos médicos da operadora. No relatório final do inquérito, encaminhado ao Ministério Público de São Paulo, a delegada escreveu que as apurações foram isentas de "qualquer motivação político-partidária".

### Ação por conduta na pandemia
Em fevereiro de 2024, após quase dois anos e meio de investigação, o Ministério Público ajuizou uma ação na Justiça do Trabalho de São Paulo contra a Prevent Senior em função de uma série de irregularidades que, segundo os promotores e procuradores, foram praticadas pela empresa durante a pandemia de Covid-19. Os investigadores sustentam que as acusações feitas por médicos que trabalharam na companhia, além de pacientes e familiares, se confirmaram, e agora cobram uma indenização de R$ 940 milhões por dano moral coletivo - o que representa 10% do faturamento líquido das empresas entre 2020 e 2021, período das irregularidades. A Ação Civil Pública foi produzida de forma conjunta pelo MPT (Ministério Público do Trabalho), MP-SP (Ministério Público de São Paulo) e MPF (Ministério Público Federal).
A conclusão dos investigadores, em síntese, é que a direção da companhia permitiu e incentivou que profissionais trabalhassem infectados pelo coronavírus nas unidades do grupo; não exigiu que seus profissionais de saúde se vacinassem contra a Covid-19; só passou a exigir o uso de máscaras em novembro de 2020; realizou experimentos de medicações sem aprovação dos órgãos de pesquisa, reduzindo pacientes à condição de “cobaias”; praticou assédio moral contra os médicos, forçando-os a prescrever medicamentos ineficazes, entre eles os do “kit covid”, ou a realizar outros tratamentos experimentais e ordenou a prescrição de medicamentos ineficazes mesmo sem a confirmação do vírus da Covid-19 nos pacientes.

Foram alvos na ação os quatro donos da Prevent Senior (Eduardo Parrillo, Fernando Parrillo e Andrea Parrillo e Maria Aparecida Fagundes Parillo) e seis empresas do mesmo grupo.